# 第一太平戴維斯

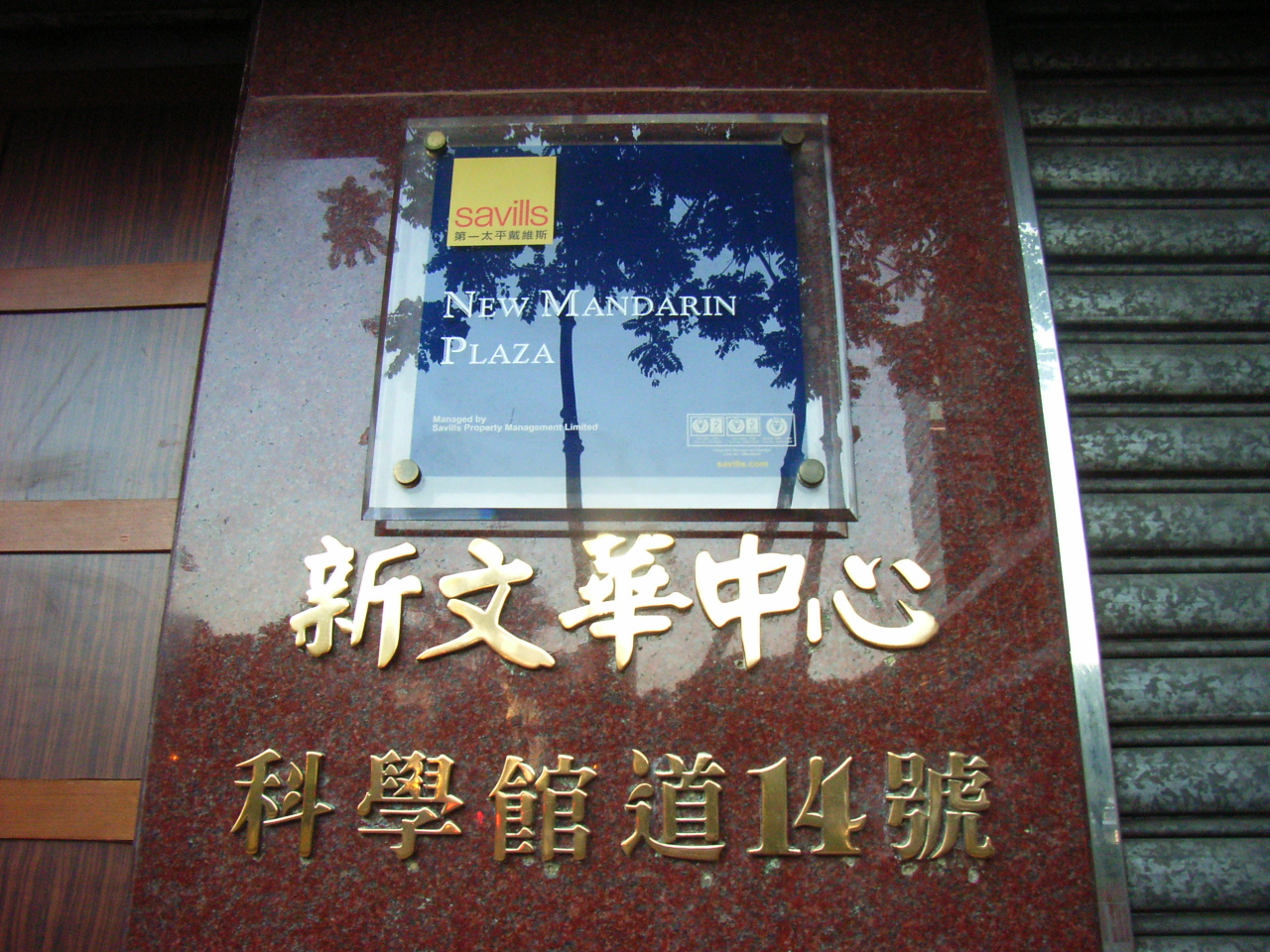
科學館道14號，由第一太平戴維斯物業管理

第一太平戴維斯（英語：Savills plc）是在倫敦證券交易所上市的全球房地產服務提供商，也是富時250指數的組成部分。

## 歷史
該企業於1855年在倫敦由阿爾弗雷德·薩維爾（英語：Alfred Savill，1829  -  1905）設立。在薩維爾於1905年去世之時，他的兒子阿爾弗雷德、埃德溫和諾曼組成合夥企業。在20世紀20年代，公司搬到林肯律師學院廣場。在第二次世界大戰期間，諾曼帶著極其重要的紀錄前往多塞特的 Wimborne。其餘的合作夥伴留在林肯律師學院廣場。到20世紀70年代，該公司被重新品牌化為 Savills。該公司於1987年成立為有限公司，並於1988年在倫敦證券交易所上市。
1997年，Savills 與亞太地區的第一太平戴維斯（英語 : First Pacific Davies）合併。1998年，它購買了德國、法國和西班牙的 Weatherall、Green 和 Smith 的大部分股權。在2015年6月，完成收購史密斯戈爾（英語 : Smiths Gore），一個在英國的農村和住宅物業服務提供商。2016年6月，第一太平戴維斯宣布其自有投資子公司 Grosvenor Hill Ventures 收購了位於英國的在線混合地產代理 YOPA Property Ltd 的少數股權。第一太平戴維斯在2016年8月宣布，它已經收購了英國房地產公司鳳凰城 Beard，一個位於米德蘭的商業地產諮詢公司，加強其英國房地產服務。

## 子公司
- 第一太平戴維斯住宅代理有限公司
- 第一太平戴維斯物業服務集團
- 第一太平戴維斯物業管理有限公司
- 第一太平戴維斯股份有限公司（台灣）
- 第一太平戴維斯中國有限公司
- 第一太平戴維斯（澳門）有限公司
- 第一太平戴維物業服務集團
- 第一太平戴維斯工程顧問有限公司
- 第一太平戴維斯估值及專業顧問有限公司
- 第一太平戴維斯住宅代理有限公司
- 第一太平戴維斯佳定集團
- 佳定物業管理有限公司（管理屋苑沙田區利安邨利安商場，尖沙咀半島中心，西九文化區藝術公園）
- 佳定管理服務有限公司
- 佳富物業服務有限公司（佳定及前房署高層員工成立）
- 佳栢停車場有限公司
- 安全護衛有限公司
- 佳保護衛有限公司
- 亞太科衛保安有限公司
- 時運服務有限公司
- 時運滅蟲服務有限公司
- 佳達維修服務有限公司
- 佳達工程有限公司
- 佳居生活有限公司
- 佳安家有限公司
- 綠苑環境美化有限公司
- Guardian Partners Ltd
- 佳橋營造有限公司
- 意高環科有限公司
- 澳門佳怡控股
- 佳信環保有限公司
- 怡信清潔服務有限公司
- 佳達工程（澳門）有限公司
- 翡冷翠有限公司
- 宏遠護衛有限公司

## 第一太平戴維斯管理物業
- 鰂魚涌友邦香港大樓
- 觀塘萬兆豐中心
- 觀塘寧晉中心
- 觀塘鱷魚恤中心
- 灣仔英皇集團中心
- 灣仔東亞銀行港灣中心
- 灣仔星域軒
- 中環中環中心
- 中環力寶中心
- 中環西洋會所大廈
- 中環威靈頓街10號
- 中環威靈頓街12號
- 油麻地彌敦道363號恒成大廈
- 杭州中铁·逸都
- 長沙灣興迅廣場
- 長沙灣利洋中心（大廈已清拆）
- 長沙灣百麗大廈（大廈已清拆）
- 長沙灣福源廣場
- 長沙灣利豐大廈
- 長沙灣香港紗廠工業大廈第一期
- 沙田石門京瑞廣場一期及二期
- 上環粵海投資大廈
- 上環萬利商業大廈
- 炮台山康宏匯
- 海怡半島廣場西座
- 銅鑼灣民安廣場
- 銅鑼灣恩平中心
- 銅鑼灣怡和街68号百利保廣場
- 旺角電腦中心
- 旺角彌敦中心
- 尖沙咀加拿芬廣場
- 尖沙咀新文華中心
- 尖沙咀彩星集團大廈
- 九龍灣新明大廈
- 屯門南豐工業城
- 屯門彩星工業大廈
- 九龍塘創新中心
- 九龍塘喇沙利道28號
- 九龍塘牛津道8號
- 聚賢居
- 大圍薈蕎
- 西半山翠海別墅
- 西半山學士臺
- 西半山AQUA 33
- 西半山碧苑大廈
- 西半山聯邦花園
- 西半山寶城大廈
- 中半山寶雲山莊
- 中半山峰景花園
- 中半山裕景花園
- 中半山港景別墅
- 東半山萬茂苑
- 東半山蔚豪苑
- 大坑慧莉苑
- 甘道3號
- 大潭水塘道7號雅柏苑
- 赤柱海灣園
- 渣甸山銀霞閣
- 淺水灣道56號
- 黃泥涌峽道2號怡園
- 淺水灣 - 海峰園
- 跑馬地加路連花園
- 壽臣山榛園
- 東區法院大樓	西灣河太安街29號
- 入境事務大樓	灣仔告士打道7號
- 北角消防大廈	北角渣華道323號
- 北角政府合署	北角渣華道333號
- 愛群閣	        灣仔愛群道28號
- 稅務大樓	灣仔告士打道5號
- 修頓中心	灣仔軒尼詩道130號
- 灣仔政府大樓	灣仔港灣道12號
- 胡忠大廈	灣仔皇后大道東213號
- 金雲閣	        渣甸山睦誠道60~62號
- 銀霞閣	        渣甸山睦誠道61號
- 柴灣消防宿舍	柴灣萃文道1號
- 柴灣警察宿舍	柴灣翠灣街18號
- 箕璉坊	        跑馬地箕璉坊32號
- 畢拉山道111號	渣甸山畢拉山道111號
- 尤德醫院職員宿舍	柴灣樂民道3號
- 大坑道135號	渣甸山大坑道135號
- 皇璧
- 雙溪別墅
- 龍庭
- 九肚山蔚麗山莊
- 淺水灣Grosvenor Place
- 利·港灣18
- 天寰
- 郑州东方鼎盛中心
- 黃大仙啟鑽苑（綠置居部分）
- 上海虹口区锦绣里

## 竞争对手
- 纽约商业房地产经纪公司（Studley Inc）
- 高力国际（Colliers International）
- 世邦魏理仕（CB Richard Ellis）
- 仲量联行（Jones Lang LaSalle）
- Holliday Fenoglio Fowler（英语：Holliday Fenoglio Fowler）
- 莱坊（Knight Frank)
- 戴德梁行（Cushman & Wakefield）

## 外部連結
- 第一太平戴維斯(英國) （页面存档备份，存于）
- 第一太平戴維斯(香港) （页面存档备份，存于）
- 第一太平戴維斯(中國)
- 第一太平戴維斯 (台灣) （页面存档备份，存于）
- 佳定官方網址 （页面存档备份，存于）
- 佳怡控股官方網址 （页面存档备份，存于）